# Мартин, Уильям (пловец)
Уильям Мартин (англ. William Martin; род. 2000, Рокгемптон) ― австралийский пловец-паралимпиец. Чемпион летних Паралимпийских игр 2020 года в Токио в плавании вольным стилем на 400 метров.

## Биография
Мартин родился 22 ноября 2000 года в Австралии. Болезнь Мартина является результатом инсульта, перенесенного в 2007 году. У него нарушение зрения, и его рука также трясется. Он работает учителем плавания в плавательном колледже Nudgee College в Брисбене. В 2021 году Мартин окончил факультет городского планирования в Технологическом университете Квинсленда.

### Спортивная карьера
Уильям Мартин занялся плаванием после инсульта, чтобы улучшить двигательную активность своих мышц. Он классифицируется как пловец S9.
На чемпионате мира по плаванию в Лондоне в 2019 году он занял пятое место в заплыве на 100 м баттерфляем среди мужчин (S10) и девятое в соревнованиях на 50 м вольным стилем (S10) и 100 м вольным стилем среди мужчин (S10).
Он побил свой собственный мировой рекорд, показав время 57,73 в беге на 100 м баттерфляем (S9) среди мужчин на соревнованиях по плаванию в Австралии в 2021 году.

### Паралимпиада 2020 в Токио
На Паралимпийских играх в Токио в 2020 году Уильям Мартин выиграл золотую медаль в финале заплыва на 400 м вольным стилем S9 среди мужчин со временем 4: 10,25, установив новый паралимпийский рекорд.